# 通卡山脈
通卡山脈是俄羅斯的山脈，位於布里亞特共和國，屬於東薩彥嶺的一部分，山體由結晶片岩和花崗岩組成，全長200公里，最高點海拔高度3,284米。
52°0′0″N 102°30′0″E / 52.00000°N 102.50000°E